# 拉基帕爾 (明尼蘇達州)
拉基帕爾（英語：Lac qui Parle）是位於美國明尼蘇達州拉基帕爾縣拉基帕爾鎮區的一個非建制地區。

## 地理
拉基帕爾所處的海拔為高於海平面311米（即1020英呎），而該地所採用的時區為UTC-6，即北美中部時區（CST）。同時該地設有夏令時間，為UTC-6調快一小時，即UTC-5（CDT）。